# Vigliena
Vigliena è una zona nel quartiere di San Giovanni a Teduccio in Napoli.

## Storia
Vigliena fu interessata da insediamenti industriali fin dall'800, considerata come un prolungamento naturale del Porto di Napoli, raggiungendo notevoli livelli di sviluppo negli anni cinquanta grazie ai finanziamenti del Piano Marshall e grazie agli investimenti di celebri aziende come la Cirio, la Corradini, la Q8, l'Enel, l'Agip. Molte di queste aziende, negli anni settanta entrarono in crisi e furono costrette alla chiusura con tutto ciò che ne conseguì per il degrado del quartiere e per la situazione occupazionale.
Il 21 dicembre 1985 vi fu l'esplosione di venticinque serbatoi costieri dell'Agip e uno spaventoso incendio, che durò quasi una settimana, e che causò cinque vittime, 165 feriti, 2594 senzatetto e danni per cento miliardi di lire. Dall'amministrazione municipale fu recepita la necessità di delocalizzare quelle attività che potessero costituire fonte di pericolo per la popolazione e causa di ulteriore inquinamento per un territorio già seriamente compromesso. Tuttavia solo nel 1993 la Q8 cessò l'attività.
Nel 1999 il “Decreto Bersani” stabilì la privatizzazione di molte centrali dell'Enel, affidando in appalto alla Tirreno Power S.p.a. la costruzione di una centrale termoelettrica turbogas, in sostituzione della vecchia, della potenza di 400 megawatt, sfruttando la tecnologia del “ciclo combinato” che armonizza il profitto economico con la sostenibilità ecologica. Contro la centrale a turbogas sono sorti comitati civici di residenti.
Dal dicembre 2011, nei locali degli ex stabilimenti della Cirio di Vigliena hanno sede i laboratori artistici del Teatro di San Carlo.

## Prospettive su Vigliena
Recentemente una cordata di imprenditori si è offerta per la riqualificazione dell'area. I lavori di completamento, che dovranno essere ultimati entro il 2014 dalla Porto Fiorito Spa, prevedono oltre i servizi a terra per l'ormeggio, anche la realizzazione di una beauty farm, una Club House con bar e ristoranti, oltre che una sede dello Yacht Club per l'organizzazione di regate, scuola sub e scuola vela, ed un check point di servizi per la prenotazione di alberghi, ristoranti, charter nautici e aeronautici. Il tutto sarà collegato al centro della città tramite una stazione della Metropolitana Regionale.
Nell'area degli edifici della ex Corradini, inoltre, dovrebbero essere collocati la mensa e la biblioteca per gli studenti dell'Università Federico II e, sulla base di un apposito accordo di programma, due facoltà universitarie, quella di Giurisprudenza e quella di Ingegneria, che dovranno essere realizzate nell'area della ex Cirio. Alcune vertenze giudiziarie sull'inquinamento del sito e sulle connivenze con la criminalità organizzata hanno ritardato l'apertura dei cantieri